# Inrikes utrikespolitik
Inrikes utrikespolitik är en beteckning som innebär att föra utrikespolitik i inrikespolitiska syften.
Begreppet används i huvudsak som en negativ beteckning, då en inrikes utrikespolitik underförstås vara riskabel eller naiv. Det uppges ha myntats av Gösta Bohman, som gav ut en skrift med denna titel år 1970. Bohman, som detta år blev partiledare för Moderata samlingspartiet myntade begreppet för att kritisera Socialdemokraternas och Olof Palmes hållning i frågan om Vietnamkriget. Begreppet har dock stannat i svensk politisk vokabulär, med visst fokus på diskussioner om svensk utrikes- och säkerhetspolitik under kalla kriget.